# Miasto Bor
Miasto Bor (serb. Grad Bor / Град Бор) – jednostka administracyjna w Serbii, w okręgu borskim. W 2018 roku liczyła 45 266 mieszkańców.